# Bañuelos (Duero)
Der Bañuelos ist ein ca. 29 km langer Nebenfluss des Duero im Süden der Provinz Burgos in Spanien.

## Verlauf
Der Rio Bañuelos entspringt auf dem Gemeindegebiet von Arauzo de Miel. Sein Verlauf führt konstant in südwestliche Richtungen nahezu parallel zum Río Gromejón. Er mündet jedoch etwa 10 km früher im Stadtgebiet von Aranda de Duero in den Duero.

## Nebenflüsse
Der Río Bañuelos hat außer einigen Bächen (arroyos) keine Nebenflüsse; er wird nicht gestaut.

## Orte am Fluss
- Baños de Valdearados
- Villanueva de Gumiel
- Sinovas
- Aranda de Duero

## Sehenswürdigkeiten
Die Ruinen und Mosaike des römischen Landgutes (villa rustica) von Baños de Valdearados sind nur etwa 200 m vom Fluss entfernt.